# Stari Borovîci, Snovsk
Stari Borovîci (în ucraineană Старі Боровичі) este localitatea de reședință a comunei Stari Borovîci din raionul Snovsk, regiunea Cernihiv, Ucraina.

## Demografie
Componența lingvistică a localității Stari Borovîci
     Ucraineană (95,61%)
     Rusă (3,99%)
     Alte limbi (0,4%)
Conform recensământului din 2001, majoritatea populației localității Stari Borovîci era vorbitoare de ucraineană (95,61%), existând în minoritate și vorbitori de rusă (3,99%).